# モービル (軽巡洋艦)
モービル (USS Mobile, CL-63) は、アメリカ海軍の軽巡洋艦。クリーブランド級軽巡洋艦の1隻。艦名はアラバマ州モービルに因む。その名を持つ艦としては3隻目。

## 艦歴
「モービル」は1941年4月14日にバージニア州ニューポート・ニューズのニューポート・ニューズ造船所で起工した。1942年5月15日にハリー・T・ハートウェル夫人によって命名・進水し、1943年3月24日に艦長チャールズ・J・ウィーラー大佐の指揮下就役した。
チェサピーク湾での整調およびカスコ湾での短期訓練に続いて、「モービル」は太平洋に向けて出航し1943年7月23日に真珠湾に到着、一ヶ月の訓練を行う。8月22日に西方に向けて出航し、翌日第15任務部隊と合流、8月31日に南鳥島を攻撃する。ハワイからの空母部隊の攻撃に2回参加した後、第5艦隊に加わり、ギルバート諸島攻略戦に参加する。モービルは9月18日にタラワ島を攻撃する第15任務部隊を護衛し、10月5日、6日にはウェーク島を攻撃する第14任務部隊の護衛を行った。10月21日、第53.3任務群に加わり西方へ向かう。11月8日にはブーゲンビル島沖合で増援部隊の上陸を支援した。その後エスピリトゥサント島へ向かい、第53.7任務群と合流してタラワ島攻略に参加する。11月20日のベシオ島上陸から28日まで、「モービル」は同海域に留まり海兵隊攻撃部隊の支援を担当した。
12月1日、「モービル」は第38任務部隊と第58任務部隊が核となった第50任務部隊に再び配属された。部隊はギルバート諸島から北方に移動し、マーシャル諸島のクェゼリン環礁、ウォッゼ環礁への空襲を行う。その後部隊は真珠湾に帰還し、「モービル」はそこからサンディエゴへ向かった。サンディエゴでは12月29日に第5艦隊の揚陸部隊護衛任務に就く。
15日後、第53.5任務群と「モービル」はマーシャル諸島へ前進を始めた。1944年1月29日に任務群から分離した「モービル」は、第13巡洋艦隊と共にウォッゼ環礁へ砲撃を行い、その後任務部隊に再合流、クェゼリン環礁への攻撃および占領任務に就く。2月6日までロイ＝ナムル島沖合で艦砲射撃および空母護衛任務に従事した。続いてマジュロへ移動し、2月12日に第58任務部隊に加わった。
「モービル」を含む第58.1任務群は、マーシャル諸島の西に位置するカロリン諸島のトラック島を攻撃するため、すぐにマジュロを出港した。「ヘイルストーン作戦」と名付けられたこの空襲は、この地域の主要な日本軍基地を叩き、来るべきエニウェトクの戦い（マーシャル諸島方面における戦いの最終段階）と、ニューギニアにおける連合軍の作戦を妨害するための戦力を奪うことが目的だった。空母部隊は2月16日と17日にトラック島を空襲し、日本軍施設に甚大な被害をもたらした。その後、米国艦隊はマリアナ諸島への空襲を続け、2月21日と22日にサイパン島、テニアン島、グアム島を攻撃した。第58.1任務群はマジュロに帰還して補給を受けた後、エスピリトゥサント島へ向かった。3月12日、部隊はニューギニア戦線の支援を目的とした第36.1任務群へ再編され、3月15日にエミラウ島上陸を支援するため出撃した。
「モービル」は就役してから1年の間に11の作戦に参加し、その巡航距離は70,000海里を超えていた。3月27日、第36.1任務群の呼称は再び第58.1任務群へ戻された。間もなくパラオ諸島空襲に出撃し、3月29日から4月3日にかけてヤップ島とウォレアイ環礁の日本軍拠点を攻撃し、4月5日に補給のためマジュロへ帰還した。第58.1任務群は再びニューギニアの前線に戻り、ホーランジアの戦いにおいてアイタペ、フンボルト湾、タナメラ湾への上陸を支援した。その後、4月21日と22日にワクデ島とサワルの飛行場を爆撃した後、再びトラック島空襲に向かった。第58.1任務群は4月29日と30日にサタワン環礁を、5月1日にポンペイ島を爆撃し、中部太平洋での次なる大規模作戦に備えるためマジュロへ向かった。
「モービル」を含む空母機動部隊は6月6日に再び出撃し、マリアナ諸島方面での行動を開始した。6月11日に作戦海域に到着し、その後の数日間、サイパン島、テニアン島、グアム島、ロタ島の日本軍基地への空襲を行った、マリアナ方面に向かう日本軍の増援部隊を阻止するため小笠原群島を北上した。6月18日、日本艦隊接近の報に接し、進路を西にとりつつ索敵を開始した。6月19日に始まったマリアナ沖海戦では日本側が先制攻撃を仕掛けたが、米国側に大きな損害を与えることはできなかった。戦闘で「モービル」は対空砲火で僚艦の防衛に貢献し、艦載のOS2U観測機は日本の潜水艦の観測や墜落した友軍機パイロットの救出を行った。米空母艦載機群が日本の空母「飛鷹」を撃沈するなど大損害を与えた。
6月23日、空母機動部隊はパガン島を空襲するため東へ転進した。その後、エニウェトクへ一旦引き上げ、月末まで補給を受けた後、小笠原群島への再攻撃のために出撃した。これらの作戦は7月4日に実施され、作戦後、艦隊はマリアナ諸島に戻り、同地で戦う地上部隊への支援を再開した。7月23日の作戦終了後、「モービル」ら第58.1任務群はヤップ島、ウルシー環礁、ファイス島を含む西カロリン諸島攻撃のため第58任務部隊から分離された。
8月上旬にはスカベンジャー作戦に従事して、水上砲戦による駆逐艦「松」と輸送船「利根川丸」の撃沈と、父島への艦砲射撃に参加する。8月5日、エニウェトク環礁に戻る針路を採った。
続く2ヶ月にわたって「モービル」はフィリピン戦役における支援任務に従事し、ビサヤ諸島およびミンドロ島を攻撃する空母部隊の護衛を担当した。11月20日6時、ウルシー環礁に停泊中、防潜網付近の海面で水煙を発見。そのあと潜望鏡が2～4ノットの速力で真っ直ぐに接近してくるのを発見して、5インチ砲と機銃で射撃を開始。40ミリ機銃の集中射撃が多数命中したが、潜航艇は潜航し、その後水面直下を走る潜水艦が起こすような小さな波が左舷正横に近づき、50mでそれも見えなくなった。「モービル」から「魚雷が艦首の下を通り抜けた」との通報を受けて、出動可能な護衛駆逐艦群が付近の捜索を開始した。6時8分、モービルは隣に停泊中の軽巡「ビロクシ (USS Biloxi, CL-80) 」との間の海面に渦を発見。護衛駆逐艦「ラール(USS Rall, DE-304) 」他駆逐艦2隻がこれを破壊した。これは回天特別攻撃隊菊水隊の潜水艦「伊47」から発進した回天だった。「モービル」は12月26日にアメリカ西海岸に向けてウルシー環礁を出航し、16日後にカリフォルニア州ターミナル島に到着、オーバーホールおよび改修が行われた。3月29日にウルシー環礁に戻り、続いて沖縄へ移動、4月3日に到着するとその2日後に日本軍の稜堡に対する最初の攻撃を行う。その後第51任務部隊、太平洋艦隊揚陸部隊に配属された「モービル」は続く2ヶ月間を火力支援、対空、対潜水艦哨戒に従事し、「ハエ取り器 flycatcher」グループの一部として日本軍の特攻艇の探索、撃退を行った。5月末にレイテ島に到着、第95.7任務群、フィリピン訓練グループに加わり、終戦まで同部隊での作戦活動に従事する。
8月20日、「モービル」はサンペドロ湾を出航し沖縄および日本本土での占領支援任務に就く。9月の間に日本本土と沖縄間の数度の巡航を行い、連合軍捕虜の輸送を行った。10月は九州、佐世保近海を巡航し、11月18日に海兵隊および海軍の兵員を乗艦させサンディエゴに向けて出航、12月2日に到着した。その後マジック・カーペット作戦に従事した後、ピュージェット・サウンド海軍造船所で不活性化に入る。1947年5月9日に退役し、ブレマートンの予備役艦隊で保管される。1959年3月1日に除籍され、1959年12月16日にスクラップとしてジデル・エクスプロレイションズ社に売却、1960年1月19日に廃棄のため牽引された。
「モービル」は第二次世界大戦の戦功で11個の従軍星章を受章した。

## 参考資料
- “Mobile III (CL-63)”. Dictionary of American Naval Fighting Ships. Navy Department, Naval History and Heritage Command. 9 December 2020. 2024年2月4日閲覧.